# Rey (Star Wars)
Rey (Jakku, 15 DBY) es un personaje ficticio de la franquicia Star Wars y el protagonista principal de la  tercera trilogía. Fue creado por Lawrence Kasdan, J. J. Abrams y Michael Arndt para El despertar de la Fuerza (2015), la primera entrega de la trilogía, y es interpretada por Daisy Ridley. También aparece en las secuelas de la película, Los últimos Jedi (2017) y El ascenso de Skywalker (2019), y en medios relacionados de Star Wars.
Rey se presenta como una chatarrera postadolescente que fue abandonada en el planeta Jakku cuando era una niña. Más tarde se involucra en el conflicto de la Resistencia con la Primera Orden. Poderosa con la Fuerza, Rey se entrena para ser un Jedi bajo Luke Skywalker y la  General Leia, y se enfrenta a adversarios como Kylo Ren, el  Líder Supremo Snoke y el Emperador Palpatine resucitado, quien revela como su abuelo en El ascenso de Skywalker. A pesar de ser enemigos, Rey y Kylo Ren comparten una conexión llamada 'Díada de la Fuerza' y eventualmente estos se involucran románticamente entre sí. Rey luego adoptó el apellido "Skywalker" para honrar a sus mentores y el legado familiar. Como la última “Jedi” que queda, su misión es reconstruir la Orden Jedi desde cero o simplemente dejar a los Jedi desaparecer. Dejar que el universo siga avanzando despegándose del pasado.

## Desarrollo

### Concepto y casting
El guionista Michael Arndt dijo que la oferta del presidente de Lucasfilm, Kathleen Kennedy, de escribir el Episodio VII fue desalentadora a mediados de 2012, pero se interesó cuando le explicaron que la historia era sobre la historia de origen de una mujer Jedi y se reunió con George Lucas. El personaje era conocido como Kira en las primeras etapas de producción, y Arndt la describió como una "solitaria, excéntrica, cabeza de engranaje, ruda". Arndt dijo que tuvo problemas para presentar a la joven como el personaje principal de su historia mientras evitaba que se eclipsara después de su temprana reunión con Luke Skywalker, cuyo papel en la película finalmente se minimizó. Ridley recordó que el director y escritor J. J. Abrams originalmente tenía la intención de nombrar al personaje "Keera" [sic], pero durante la filmación en Abu Dhabi, Abrams le reveló a Ridley que estaba pensando en ir con "Rey".
Al crear una protagonista femenina para la nueva trilogía, Abrams declaró que, desde sus conversaciones iniciales con el escritor Lawrence Kasdan, estaba entusiasmado con el concepto de tener una mujer en el centro de la historia. Dijo que "siempre quisimos escribir a Rey como el personaje central" y que otra representación femenina en la historia también era importante. Kennedy declaró que "Rey es el Luke Skywalker de la nueva generación". Los antecedentes de Rey como carroñera fueron parte de los desarrolladores que intentaron retratarla como "el último extraño y la última persona privada de derechos", debido a su creencia de que una persona de esa naturaleza probablemente experimentaría un viaje prolongado en comparación con otros tipos de personas.
Daisy Ridley era en gran parte desconocida antes de ser elegida para el papel de Rey. Ridley dijo que ella audicionó muchas veces para el papel en el transcurso de siete meses y tuvo que mantener su casting en secreto durante tres meses. Fue anunciada como parte del elenco a fines de abril de 2014. Solo tenía experiencia con pequeños papeles en programas de televisión. Su inexperiencia y falta de exposición fueron una parte crucial de lo que convenció a Abrams de darle el papel a Ridley, ya que las entregas anteriores habían presentado un talento relativamente desconocido que no experimentaría un mayor grado de escrutinio. Abrams declaró que Ridley "era muy graciosa y tenía una gran chispa", además de hacerla representar una escena emocional, y proclamó que "lo logró en la primera toma". Abrams elogió a Ridley, diciendo: "Ella nació con este regalo para estar en un momento y hacerlo suyo. Simultáneamente trabaja de adentro hacia afuera y de adentro hacia afuera". Kennedy proclamó "Daisy tenía un aspecto físico". y una confianza en sí misma que era tan importante para el personaje que estábamos buscando. Ella personifica ese optimismo donde todo es posible". El director Dusan Lazarevic, quien estuvo presente en el casting de Ridley para un papel en la serie dramática británica Silent Witness, además de alabar su rango de actuación, declaró: "Ella mostró una combinación de vulnerabilidad y fuerza que le dio una complejidad, y había una inteligencia en sus ojos que era un indicador de que podía desempeñar un papel bastante complicado". Cailey Fleming también fue elegida para retratar a un joven Rey.
Aunque Ridley expresó que estaba "plagada de dudas e inseguridades", afirmó que la esperanza de Rey es con lo que más se relacionaba en Rey, y continuó diciendo que "fue algo que me condujo a través de las audiciones, a pesar de que se sentía tan increíblemente fuera de todo lo que podría haber imaginado". Ridley recordó que su experiencia de tiro comenzó como irregular, con Abrams diciéndole que sus primeras tomas fueron "de madera". Sin embargo, Ridley y Abrams tuvieron un proceso "increíblemente colaborativo" con la creación de Rey; Ridley recordó que el personaje "cambió desde que comenzamos, se volvió más suave. Y creo que ese soy probablemente yo, porque los estadounidenses tienden a no entenderme, por lo que ayudó, ralentizando el discurso y todo lo hizo más suave que yo". En su personaje, Ridley ha declarado que Rey tendrá      "algún impacto de una manera poderosa para las niñas", y agregó que el personaje "no tiene que ser una cosa para encarnar a una mujer en una película. Simplemente sucede que es una mujer pero trasciende el género. Va a hablar con hombres y mujeres". En una entrevista con Elle, Ridley continuaría describiendo su personaje: "Es tan fuerte. Es genial e inteligente y puede cuidar de ella misma", agregando "Las chicas jóvenes pueden mirarla y saber que pueden usar pantalones si lo desean. Que no tienen que mostrar sus cuerpos".
El compositor John Williams dijo que inmediatamente amó a Ridley en la película y que encontró que componer el tema de Rey era un desafío interesante. Dijo que su tema no sugiere un tema de amor, sino más bien un fuerte personaje aventurero femenino infundido con la Fuerza para un tema maduro y reflexivo. Williams expresó que la "gramática musical" del tema de Rey no es heroica, sino que transmite un tono aventurero que debe ilustrar la empatía".

### Caracterización
Rey es presentada como una mujer de 19 años en El despertar de la fuerza. Es terca, testaruda, valiente, optimista y mantiene una feroz lealtad a sus amigos. Matthew Yglesias de Vox escribió: "Rey es considerablemente menos inexperta que Luke". Ridley dice del personaje: "No es porque Rey sea fuerte que es increíble. Son todas las complejidades de un ser humano. Es porque es una persona bien dibujada que está luchando con cosas y tú con ella".
Rey es muy sensible a la Fuerza, lo que se revela cuando se le presenta el sable de luz que pertenece primero a Anakin Skywalker, luego a su hijo Luke. Sin entrenamiento, puede usar la Fuerza y derrotar al poderoso (aunque herido) Kylo Ren en un duelo.
Sobre la visión que invoca al espejo que Rey experimenta en Los últimos Jedi, el escritor y director Rian Johnson dijo que representa al personaje aprendiendo que tiene que conectarse consigo misma.
En Los últimos Jedi, Rey también descubre que tiene una conexión en la Fuerza con Kylo Ren, en la que Rian Johnson afirma que se usó como una forma de hacer que Rey se involucrara con él y lograr que los dos personajes hablaran sin pelear entre sí, para desarrollar aún más su relación. Johnson explica que Rey al ver a Kylo sin camisa durante una de estas conexiones muestra la creciente intimidad entre ellos durante sus interacciones. En El ascenso de Skywalker, se revela que esta conexión los convierte en dos mitades de una "díada" en la Fuerza, y el coguionista de la película, Chris Terrio, explica esta relación como "una especie de alma gemela en la Fuerza" y "gemelos del destino". Tanto Johnson como el director J. J. Abrams describieron su relación como un romance.  Abrams elaboró sobre su percepción durante la producción de El despertar de la fuerza como una "cosa de hermano-hermana" tanto como una "cosa romántica", y que no es "literalmente una especie de cosa sexualmente romántica", pero son espiritualmente unidos de una manera que Abrams afirma que se sintió romántico para él.

## Apariciones

### Star Wars: Episodio VII
Rey es una joven huérfana que vive sola en el planeta Jakku, donde se gana la vida recogiendo piezas y otras partes de los restos de un viejo destructor del Imperio Galáctico sepultado en la arena del desértico planeta, mientras espera el regreso de la familia de la que se separó cuando era niña algún día. Ella rescata al droide astromecánico BB-8 y se encuentra con el Stormtrooper desertor Finn. Atacados por tropas de la Primera Orden, Rey, Finn y BB-8 se roban del puesto de Ucklar Plutt en Niima el Halcón Milenario y lo pilotea para poder evadirlos y escapar de Jakku. Mientras estaban en el espacio exterior, un carguero los intercepta y estos se esconden de sus a bordantes pensando que era la Primera Orden, sin embargo estos resultaron ser el contrabandista Han Solo y su compañero Wookie, Chewbacca. Cuando las pandillas se enfrentan a Han en el carguero, Rey libera por accidente la carga que Han transportaba en el carguero. Ella salva a Finn y escapan del carguero en el Halcón. Impresionado con Rey, Han le ofrece un trabajo en el Halcón; Sin embargo, Rey rechaza su oferta, sintiendo que ella tiene que regresar al planeta Jakku.
Cuando se reúnen en el castillo de la pirata intergaláctica Maz Kanata en el planeta Takodana para devolver a BB-8 a la Resistencia, la Primera Orden es alertada de su presencia. Rey se siente atraída por la bóveda del sótano del castillo en el que Maz ha guardado un sable de luz que perteneció a Anakin Skywalker y posteriormente a Luke Skywalker. Al tocarlo, experimenta una visión aterradora, ve una batalla liderada por Kylo Ren, un flashback de su yo más joven siendo abandonada en el planeta Jakku, y una visión de Luke, el último Maestro Jedi en la galaxia, que ha estado desaparecido por varios años. Maz la descubre saliendo de la bóveda y le argumenta que quien la abandonó ya nunca más va regresar por ella, y su única opción es buscar fuerza en la Fuerza. Sintiéndose abrumada, Rey rechaza el sable de luz y huye al bosque.
La Primera Orden ataca el castillo de Maz, y Ren captura a Rey. Kylo Ren la lleva a la Base Starkiller, donde le intenta extraer de su memoria la parte faltante del mapa que le mostró BB-8. Ren usa la Fuerza para leer la mente de Rey, revelando que Rey siente que Han es como el padre que nunca tuvo. Rey luego lo resiste y lee las emociones de Ren, exponiendo su temor de que nunca será tan poderoso como Darth Vader, descubriéndose que ella también es sensible a la Fuerza. Kylo Ren le informa a su maestro, el Líder Supremo Snoke, quien ordena que Rey sea llevada ante él. Dejado solo con un Stormtrooper vigilándola, Rey usa el antiguo truco mental Jedi para que la ayude a liberarla. Después de escabullirse dentro de la base buscando una forma de escapar, está encantada de encontrar que Finn, Han y Chewbacca han venido a buscarla. Luego estos observan con horror cómo Ren mata a su propio padre, Han.
Mientras intentan escapar de la base a través del bosque, Kylo Ren desafía a Rey y Finn. Después de que Kylo hiere gravemente a Finn y lo desarma del sable de luz de Anakin Skywalker, este intenta tomarlo, pero justo el sable vuela directamente hacia Rey por medio de la Fuerza, ya que el mismo la había elegido como nueva dueña y ahora, Rey lucha contra Kylo. Inicialmente dominada, Rey rechaza la oferta de Ren de entrenarla y usa la Fuerza con el sable de luz derrotándolo. Después de escapar del planeta destruido en el Halcón Milenario con Chewbacca y el Finn herido, regresa a la base de la Resistencia. Mientras la Resistencia celebra la victoria, Rey llora la muerte de Han con Leia Organa y visita a Finn, que todavía está inconsciente. Ella decide buscar la ubicación de Luke, utilizando la información proporcionada por BB-8 y el R2-D2 reactivado. Rey, Chewbacca y R2D2 viajan en el Halcón al planeta oceánico de Ahch-To; Al encontrar a Luke, Rey le presenta su Sable de luz que este creyó haber perdido.

### Star Wars: Episodio VIII
Rey le presenta a Luke su sable de luz, pero Luke lo arroja a un lado con desdén. Luke finalmente acepta enseñar a Rey los caminos de la Fuerza. Rey demuestra una inmensa fuerza bruta y una clara tentación hacia el lado oscuro de la Fuerza que le recuerda a Luke a Kylo Ren, quien una vez fue su sobrino y alumno, Ben Solo. Mientras tanto, Rey siente una conexión repentina a través de la Fuerza con Ren, quien le dice que Luke intentó matarlo mientras era alumno del maestro Jedi (Luke luego le dice que estuvo tentado de matar a Ben después de ver una visión del dolor y sufrimiento que causaría, pero cedió). En una de sus conversaciones, Rey y Ren se tocan las manos y, a través de esto, Rey jura que es capaz de sentir un conflicto dentro de Ren y se decide a devolverlo al lado de la luz. Rey le pide a Luke una vez más que la acompañe y se reincorpore a la Resistencia, pero él se niega. Entonces, Rey, Chewbacca y R2-D2 se van sin él, y Rey va a encontrarse con Ren en la Supremacía del Acorazado Estelar clase Mega.
Ren toma a Rey prisionera y la lleva ante Snoke. Snoke le dice que creó la conexión de la Fuerza entre ella y Ren como una trampa para llegar a Luke. Snoke tortura y se burla de Rey, mostrándole el ataque a los transportes de la Resistencia, y finalmente le ordena a Ren que la mate. Ren, en cambio, mata a Snoke, y él y Rey luchan contra los guardias de Snoke uno al lado del otro. Después de que el dúo gana, Ren le pide a Rey que se una a él y cree un nuevo orden separado de los legados de Snoke y Luke. Mientras intenta que ella se una a él, Ren consigue que Rey admita que sus padres la abandonaron. A pesar de la revelación, Rey duda pero finalmente se niega a unirse a él en el lado oscuro. Ella usa la Fuerza para convocar el sable de luz de Anakin Skywalker, pero luego Ren hace lo mismo, lo que resulta en un fuerte forcejeo por el control del sable de luz que termina, pero en pleno cruce de poderes, el cristal kyber que estaba en el interior del sable termina sobrecalentándose y causa que el sable se rompa en dos mitades. Poco después, la líder de la Resistencia, la Vicealmirante Holdo embiste al Crucero Estelar MC85 Raddus en el buque insignia de Snoke, separando a Rey de Ren. Posteriormente, Rey usa la nave de escape de Snoke para huir del Mega-Destructor, como luego declaró el General Hux.
Más tarde se revela que Rey regresó al Halcón Milenario, ayudando a la Resistencia a luchar contra las tropas de la Primera Orden durante la Batalla de Crait. A pesar de sus valientes esfuerzos, la Resistencia pierde la batalla y Rey concentra sus esfuerzos en encontrar a los combatientes de la Resistencia supervivientes para ayudarlos a evacuarlos. Finalmente, encuentra a los guerrilleros de la Resistencia detrás de un callejón sin salida y usa la Fuerza para mover la barrera rocosa a un lado, despejando el camino para que aborden el Halcón. Rey se reúne con Finn y Leia y conoce a Poe Dameron por primera vez a bordo del Falcon. Rey siente la muerte de Luke a través de la Fuerza y le asegura a Leia que encontró su fin con "paz y propósito". Mientras sostiene las dos mitades del destruido sable de luz de Anakin en su mano, Rey le pregunta a Leia cómo pueden reconstruir la Resistencia a partir de lo que queda, y Leia, señalando a Rey, dice que ahora tienen todo lo que necesitan. Sin que Leia lo supiera, eso incluye el hecho de que Rey robó los textos sagrados de la Orden Jedi de Luke antes de que el espíritu de la Fuerza de Yoda (Frank Oz) quemara la cueva del árbol en la que estaban.

### Star Wars: Episodio IX
Rey continúa su entrenamiento Jedi en la base de la Resistencia bajo la tutela de Leia. La Resistencia anuncia que el Emperador Palpatine resucitado ha estado manipulando todos los eventos desde el planeta de los Sith, Exegol y ha construido la armada masiva de Destructores Estelares clase Xyston del Sith Eternal conocida como la Orden Final. Rey descubre por las viejas notas de Luke que un buscador de caminos Sith puede llevarlos al planeta Exegol. Rey, Finn, Poe, Chewbacca, C-3PO y BB-8 parten hacia Pasaana, donde se esconde una pista sobre la ubicación del buscador. Rey localiza la pista, una daga con inscripciones Sith, con la ayuda de Lando Calrissian. Mientras tanto, Rey continúa comunicándose con Ren; a través de esta correspondencia, Ren descubre dónde está Rey y viene por ella. Rey se enfrenta a Ren, sin darse cuenta permitiendo que Chewbacca sea llevado a bordo de un transporte de la Primera Orden. Al intentar salvar a Chewbacca, Rey accidentalmente destruye el transporte con un rayo de la Fuerza, aparentemente matándolo. Rey se siente culpable y le revela a Finn que ha estado teniendo visiones de ella y Ren sentados en el trono Sith.
Rey y los demás viajan a Kijimi, donde el programador Babu Frik extrae la ubicación del buscador, la luna oceánica Kef Bir, una luna ubicada cerca de la luna Santuario en el sistema Endor, de los archivos de memoria de C-3PO. Ren y la Primera Orden siguen a Rey hasta Kijimi. Rey siente que Chewbacca está vivo y el grupo organiza una misión de rescate. Rey recupera la daga a bordo del Destructor Estelar Steadfast clase Resurgente de Ren y tiene visiones de sus padres siendo asesinados con ella; Ren le informa que ella es la nieta de Palpatine. Palpatine había engendrado un hijo que renunció a él; él y su esposa escondieron a Rey en Jakku, asumiendo vidas como "nadie" para protegerla. Palpatine finalmente encontró a los padres de Rey y los hizo matar, pero nunca encontró a Rey. Ren también revela que, como nietos de los Señores Sith, su conexión es en realidad una díada en la Fuerza. Ren la insta a unirse a él para que puedan derrocar a Palpatine y tomar juntos el trono de los Sith, pero Rey se niega y escapa a bordo del Halcón Milenario con sus amigos.
Juntos, viajan a Kef Bir, donde Rey recupera el buscador de los restos de la segunda Estrella de la Muerte; al tocar el artefacto, tiene una visión de sí misma como Sith. Habiéndolos rastreado, Ren destruye el buscador de caminos y se enfrenta a Rey. Leia, moribunda, llama a Ren a través de la Fuerza provocando que este se distraiga, momento que Rey aprovecha para desarmarlo y apuñalarlo con su sable de luz en estado de furia. Pero justo en ese momento siente la muerte de Leia, provocando que Rey se da cuenta de lo que le hizo a Ren y lamenta haberlo empalado. Ella usa la Fuerza para curarlo y confiesa que quería unirse a él como Ben Solo antes de escapar a bordo del TIE Figther de Ren. Perturbada por su linaje Sith, Rey se auto-exilia al planeta Ahch-To. El espíritu de la Fuerza de Luke la anima a enfrentarse a Palpatine y le da el sable de luz de Leia y su antiguo X-Wing T-65B que estaba en el fondo del océano del planeta. Rey parte hacia el planeta Exegol con el buscador de la nave de Ren. Mientras tanto, Ren retoma su verdadera identidad como Ben Solo.
Rey transmite sus coordenadas a la Resistencia, lo que les permite lanzar una ofensiva contra las fuerzas Sith Eternas, incluida la flota Sith. Rey se enfrenta a Palpatine, quien exige que lo mate con ira para que su espíritu pase a ella, convirtiéndola en "Emperatriz Palpatine". Sin embargo, Ben llega y se une a Rey. Palpatine absorbe su energía vital para restaurar todo su poder e incapacita a Ben. Luego ataca a la flota de la Resistencia con un rayo de la Fuerza. Debilitada, Rey escucha las voces de Jedi del pasado, quienes le devuelven las fuerzas. Palpatine la ataca con un rayo, pero Rey lo desvía usando los sables de luz de Luke y Leia, matándolo a él y a ella misma. Ben usa la Fuerza para revivir a Rey a costa de su propia vida; Rey besa a Ben antes de que desaparezca en la Fuerza. Rey luego regresa a la base de la Resistencia y se reúne con sus amigos, celebrando su victoria contra Palpatine y los Sith Eternos.
Algún tiempo después, Rey visita la abandonada casa de la infancia de Luke en Tatooine y entierra los sables de luz Skywalker, habiendo construido el suyo en un color dorado usando como base su báculo que cargaba desde el planeta Jakku. En ese momento una transeúnte local le pregunta a la joven cual es su nombre; después de ver los espíritus de la Fuerza de Luke y Leia, ella responde que su nombre es "Rey Skywalker".

## Obras relacionadas y merchandising

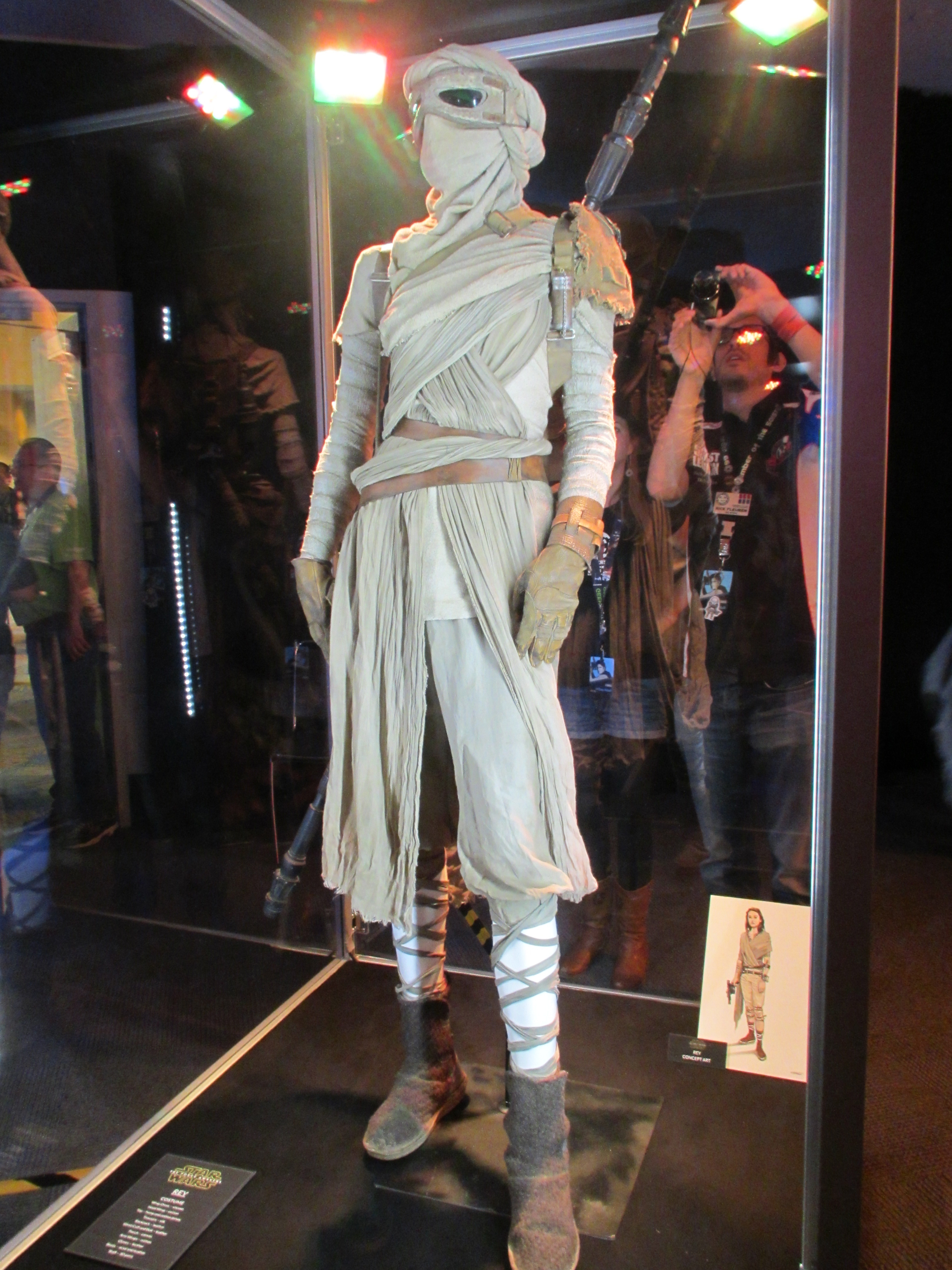
Vestimenta utilizada en la primera aparición de Rey en Star wars episodio VII

Rey aparece en Star Wars: Before the Awakening (2015) de Greg Rucka, un libro de antología para lectores jóvenes que se enfoca en las vidas de Poe, Rey y Finn antes de los eventos de El despertar de la Fuerza. La Guía de supervivencia de Rey (2015) de Jason Fry es un relato en primera persona desde la perspectiva de Rey sobre ella y su planeta natal, Jakku. Rey también es un personaje de punto de vista en la novela de 2015 de El despertar de la Fuerza por Alan Dean Foster.
Los fanáticos notaron la falta de juguetes con Rey. Hasbro lanzó una versión de Monopolio basado en El despertar de la fuerza que excluía al personaje Rey. Después de recibir críticas, Hasbro declaró que no incluían a Rey para evitar revelar spoilers, e incluirían a Rey en futuros lanzamientos de juguetes. Paul Southern, jefe de licencias de Lucasfilm, dijo que querían proteger los secretos de que "la Fuerza despierta en Rey" y que su personaje lleva un sable de luz. Dijo que se subestimó la demanda de productos Rey. Abrams dijo: "Diré que parece absurdo y equivocado que el personaje principal de la película no esté bien representado en lo que claramente es una gran parte del mundo de Star Wars en términos de comercialización". Con respecto a la relativa ausencia de Rey en el merchandising de Star Wars, el presentador de CBBC y actor de voz Christopher Johnson declaró: "Todavía me desconcierta hasta el día de hoy que algunos fabricantes de juguetes no creen que las niñas quieran jugar con juguetes de "superhéroes" y que los niños no estén interesados en personajes femeninos".

### Obras relacionadas
La novelización de El ascenso de Skywalker revela que el padre de Rey era un clon no idéntico de Palpatine. Un próximo número de la serie de cómics Star Wars Adventures contará con una historia ambientada después de los eventos de la película en la que Rey, Finn y Poe continúan luchando contra la Primera Orden.

### Star Wars Rebels (2014)
Rey hace un breve cameo como una voz incorpórea en la serie de televisión Star Wars Rebels, en el episodio "A World Between Worlds". En el episodio, ambientado 16 años antes de su nacimiento y 35 años antes de El despertar de la Fuerza, el joven padawan Ezra Bridger escucha brevemente algunas de sus líneas de la película (específicamente su discurso al finlandés inconsciente al final) en World Between Worlds, una dimensión que existe fuera del tiempo y el espacio.

### Forces of Destiny (2017)
Rey protagoniza la micro-serie Star Wars Forces of Destiny, con la voz de Daisy Ridley.

### Videojuegos
El personaje de Rey aparece en los videojuegos, Disney Infinity 3.0, Lego Star Wars: El Despertar de la Fuerza y Star Wars Battlefront II, ambos con la voz de Ridley, así como el videojuego de estrategia Star Wars: Force Arena. Además tiene una aparición especial en la expansión "Viaje a Batuu" de los Sims 4, donde los sims pueden escoger Batuu como destino vacacional, unirse a La Resistencia e interactuar con Rey. El personaje también se presentó como un skin de jugador en el juego Fortnite.